# LEVC L380
LEVC L380 — електричний мінівен, що виробляється виробником електромобілів London EV Company для китайського та британського автомобільних ринків. Автомобіль було перейменовано на Geely Galaxy LEVC L380 (кит.: 吉利银河翼真L380; піньїнь: Jílì Yínhé Yìzhēn L380) на китайському ринку в лютому 2025 року через консолідацію LEVC у мережу продажів Geely Galaxy.

## Огляд

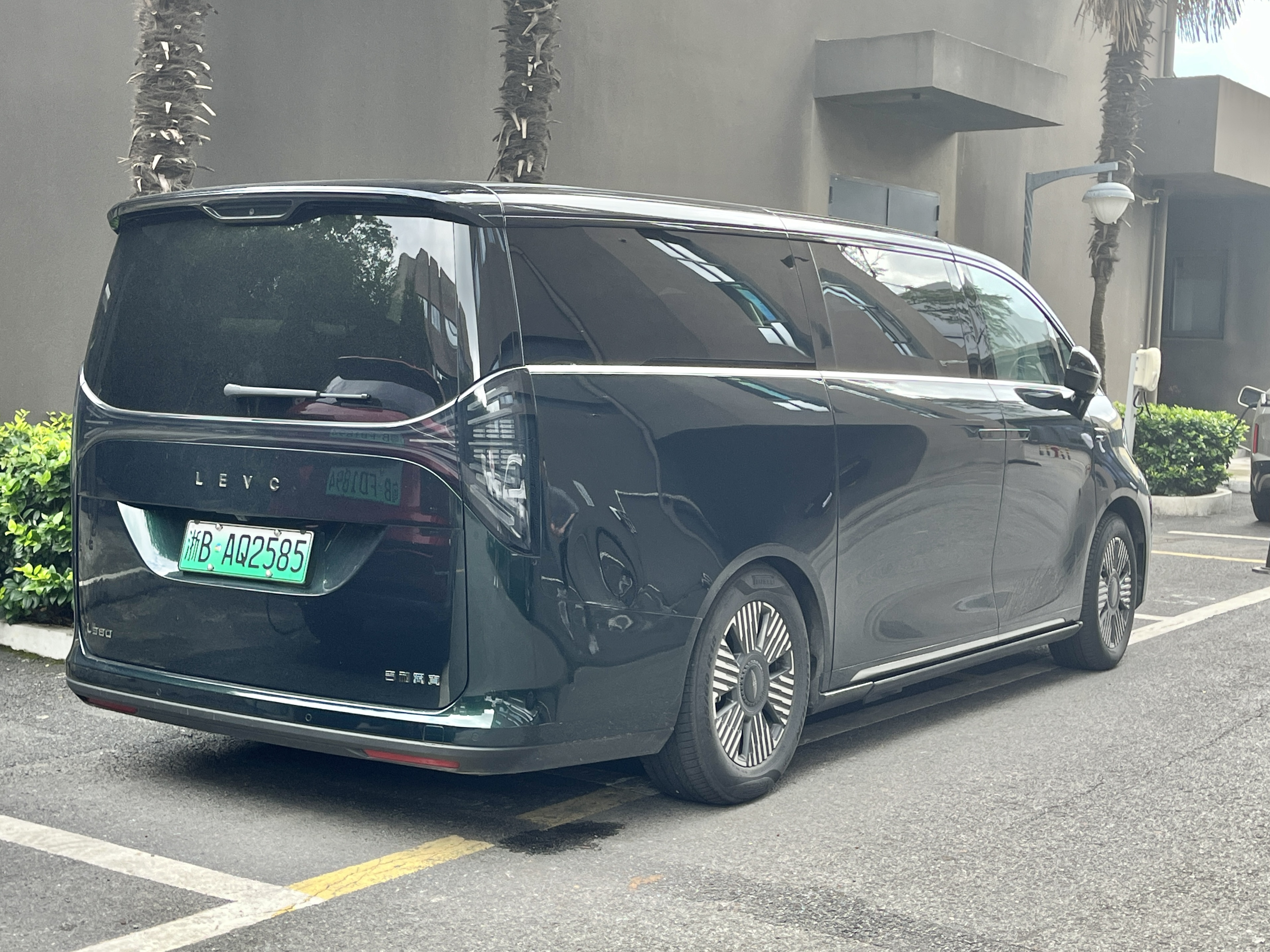

Спочатку під кодовою назвою LEVC XE08, а перед випуском коротко називався Xspace,  L380 вперше був показаний онлайн у грудні 2023 року.  Його було представлено 25 червня 2024 року на заході в Учжені, Китай. У березні 2025 року L380 було перезапущено в мережі продажів Geely Galaxy зі знижкою ціни.  Очікується, що він вийде на ринок Великої Британії у 2026 році.
Назва LEVC L380 натхненна назвою широкофюзеляжного авіалайнера Airbus A380, найбільшого у світі пасажирського літака, щоб підкреслити просторий салон та комфорт моделі. Дизайнерські рішення мінівена також натхненні фюзеляжем літака. Зовнішній вигляд вирізняється дизайном плаваючого даху, висувними дверними ручками та колесами, натхненними Лондонським оком. Він доступний у кольорах фарбування: перлинно-білий, чорно-нефритовий, сапфірово-синій та смарагдово-зелений.
L380 стандартно має підвіску з безперервним регулюванням амортизації, тоді як версії вищого класу оснащені пневматичною підвіскою, яка, за словами LEVC, є першою у світі, поєднаною з підвіскою McPherson з подвійними кульовими шарнірами.
L380 доступний як у конфігураціях з 3 рядами 6 місць, так і з 4 рядами 8 місць, причому другий і третій ряди обладнані капітанськими кріслами з окремими підлокітниками.  Передній ряд містить 10,25-дюймову цифрову панель приладів, цифрове дзеркало заднього виду та 15,4-дюймовий інформаційно-розважальний дисплей з програмним забезпеченням L-OS на eCarX Antora 1000 Pro SoC, який також керує функціями ADAS. Завдяки вбудованій у підлогу системі рейок, користувач може переналаштувати всі сидіння за переднім рядом, що дозволяє розташовувати їх по центру, встановлювати проти руху та встановлювати конфігурації від трьох до восьми місць.
Сидіння оббиті напіваніліновою шкірою та мають функції підігріву та вентиляції. Салон оснащений панорамним люком площею 2,18 м², аудіосистемою Yamaha з 14 динаміками та одинадцятьма подушками безпеки, включаючи дві бічні шторки безпеки об'ємом 112 літрів.